# A-68

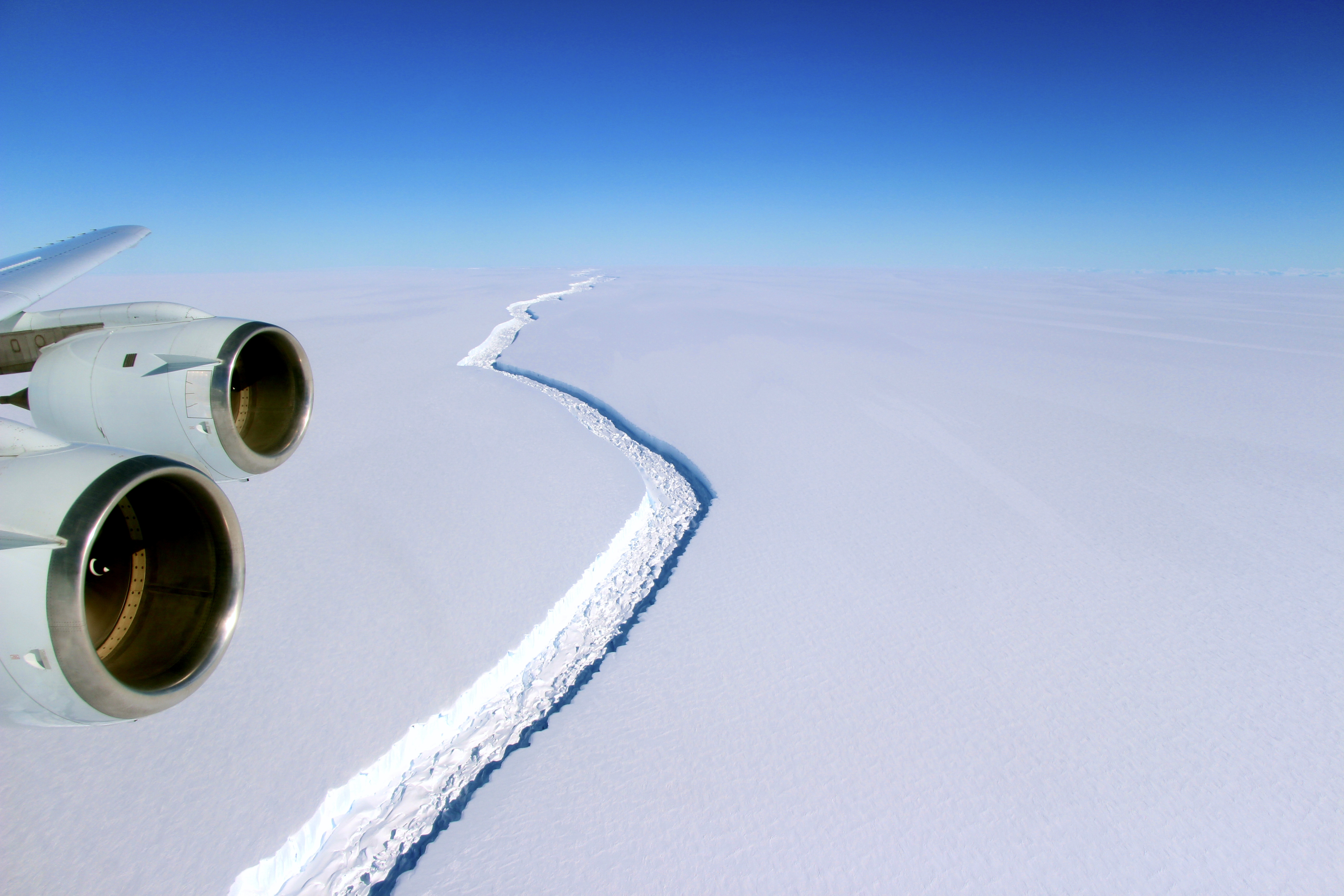
Riss im Bereich C des Larsen-Schelfeises (November 2016)

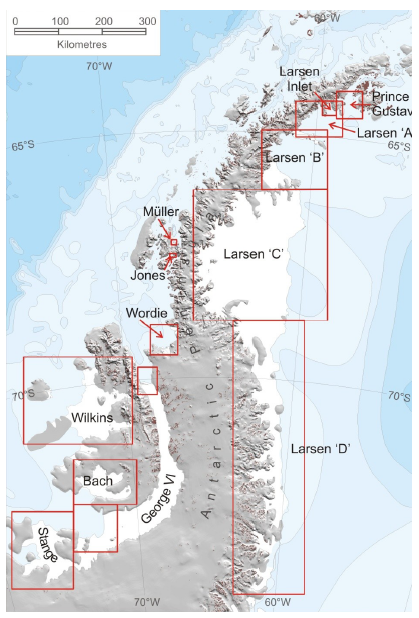
Die vier Bereiche A bis D des Larsen-Schelfeises

A-68 (auch A68) war ein Eisberg, der sich im Zeitraum zwischen dem 10. und 12. Juli 2017 vom Bereich C des Larsen-Schelfeises an der Ostküste der Antarktischen Halbinsel gelöst hatte. In der Folgezeit trieb er bis vor Südgeorgien. Am 16. April 2021 war er bis auf sehr kleine Reste geschmolzen.

## Entstehung
Schon im Jahr 2014 fiel den Forschern ein Riss in der großen Schelfeisfläche von Larsen C auf, der über Jahre hinweg wuchs. Zum Schluss hielt nur noch eine 20 Kilometer lange Eisbrücke die abgerissene Randfläche. Ab Januar 2017 rechnete man aufgrund der Instabilität damit, dass sich die abgeteilte Eisfläche ablösen könnte. Zwischen dem 10. und 12. Juli 2017 löste sich der Eisberg schließlich vom Larsen-Schelfeis im Bereich C. Der Eisberg A-68 ist in den letzten drei Jahrzehnten einer der größten seiner Art und der drittgrößte bisher per Satellit beobachtete Eisberg.

## Entwicklung

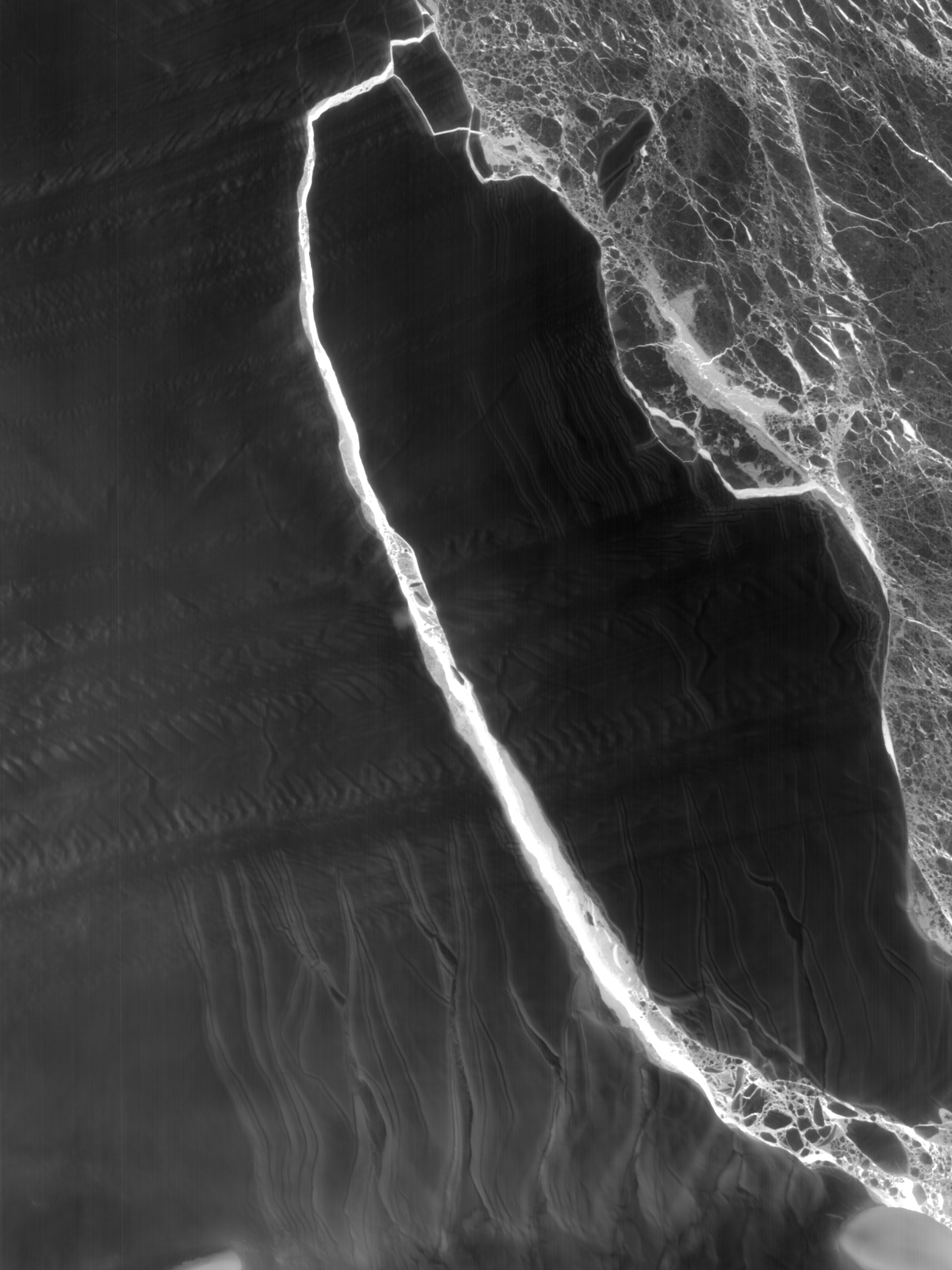
Eisschelf Larsen C mit den Bruchstücken von A-68, aufgenommen vom Satelliten Landsat-8 mit Infrarotsensoren am 20. Juli 2017 – kalte Eisflächen erscheinen dunkel, wärmeres Meerwasser hell

Nach dem Abbruch vom Schelfeis trieb der Eisberg A-68 mit einer Länge von 175 Kilometern, einer Breite von bis zu 50 Kilometern und einer geschätzten Dicke von rund 200 Metern im Sommer 2017 vor der Westantarktis im Weddellmeer. Forscher erwarteten, dass der 5800 km² große Eisberg – was knapp der Fläche des Kantons Bern oder der doppelten Fläche des Saarlands entspricht – mit seiner geschätzten Masse von etwas über einer Billion Tonnen Kurs in Richtung Nordosten aufnehmen und später im südatlantischen Ozean schmelzen werde. Er würde demnach von der westantarktischen Küste auf die etwa 2100 Kilometer entfernte Inselgruppe Südgeorgien zutreiben. Deren gleichnamige Hauptinsel liegt etwa 1400 Kilometer östlich der Falklandinseln im Südatlantik in etwa 1700 Kilometern Entfernung von der Ostspitze der Großen Feuerlandinsel.
Bis Anfang August 2017 hatte sich der Eisberg kaum bewegt und lag noch in derselben Bucht. Der Druck seitens des Meereises hielt den Eisberg auf der Stelle. Lediglich der Abstand zum Schelfeis hatte sich an der Südseite leicht verändert und betrug dort bis zu 5 Kilometer. Es wurde erwartet, dass eine Fortbewegung erst ein halbes Jahr später im antarktischen Sommer stattfinden würde. Satellitenaufnahmen wenige Tage nach seiner Entstehung zeigten bereits ein Auseinanderbrechen des Eisbergs an. Anfang August 2017 wurde festgestellt, dass A-68 in A-68a, A-68b und kleinere Eisberge zerbrochen war, die unbenannt blieben.
Am 16. September 2017 zeigten Satellitenbilder der Europäischen Weltraumorganisation (ESA) zwischen dem Eisberg A-68a und dem Larsen-C-Schelfeis eine Lücke. Sie betrug im Süden der längsten Bruchlinie an der Stelle der größten Entfernung etwa 18 Kilometer. Bis Anfang Juli 2018 hatte sich das Hauptstück, der Eisberg A-68a, bis etwa 50 Kilometer von der Bruchstelle entfernt. In den darauffolgenden zwei Monaten vollzog er eine Drehung und ragte Anfang September rechtwinklig zur Schelfeiskante ins Weddellmeer.

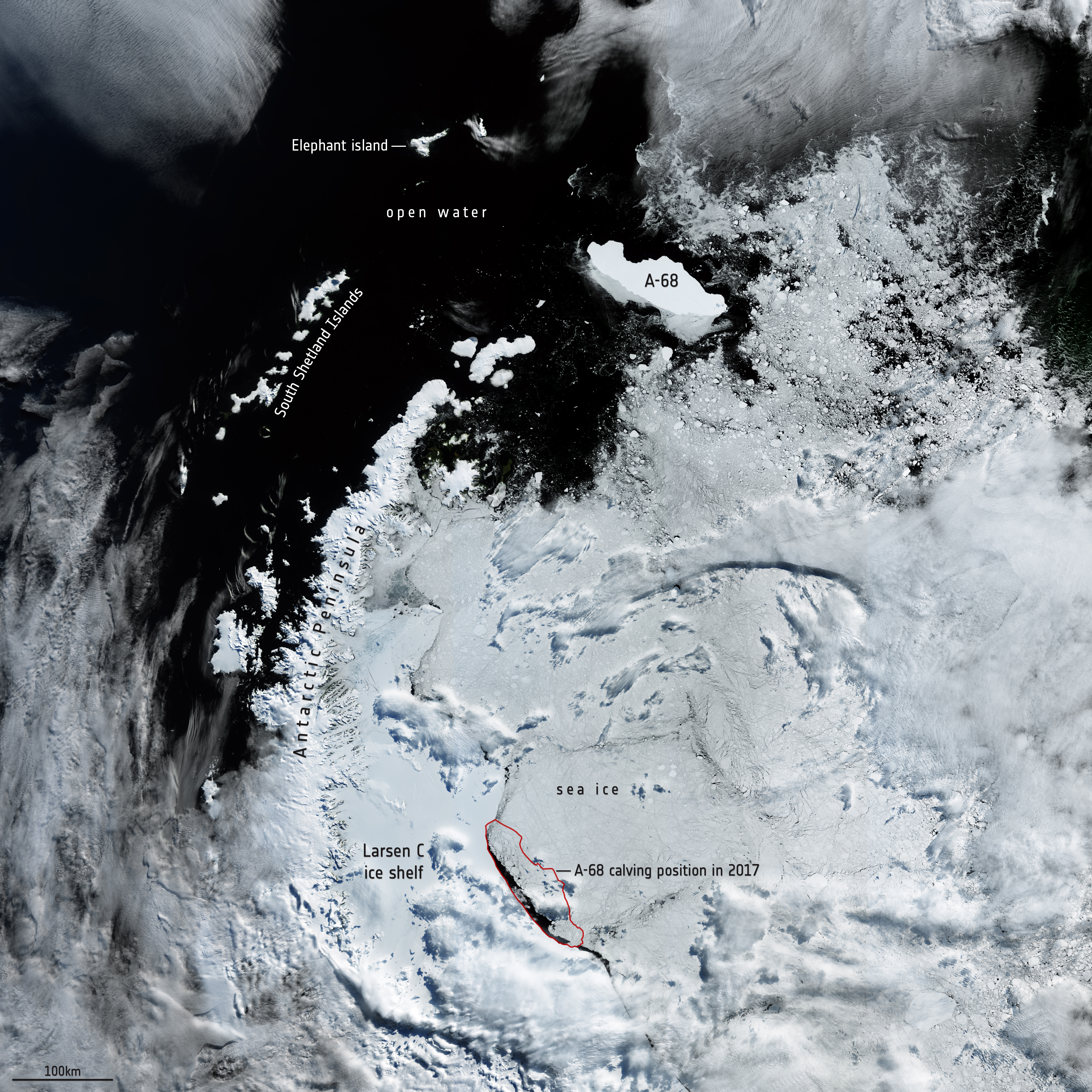
Satellitenbild (Copernicus) vom 9. Februar 2020 – der vom Larsen-Schelfeis abgebrochene Eisberg A-68a treibt im offenen Südlichen Ozean vor der Spitze der Antarktischen Halbinsel

Anfang Februar 2020 bewegte sich der Eisberg A-68a ungefähr Richtung Norden in die offene See des Südlichen Ozeans und konnte auf Satellitenbildern geortet werden. Am 23. April 2020 brach ein Teil des Eisbergs ab; dieser Teil mit der Bezeichnung A-68c hatte eine Fläche von etwa 175 km². Der verbliebene Haupteisberg, weiterhin A-68a genannt, hatte im November 2020 noch eine Größe von 3500 km² und trieb in Richtung auf Südgeorgien, von dem er noch rund 350 Kilometer entfernt war. Für die dortige Tierwelt bestand damit die Gefahr, dass der Eisberg vor der Insel auf Grund laufen und schon allein aufgrund seiner enormen Größe die Nahrungssuche behindern würde.

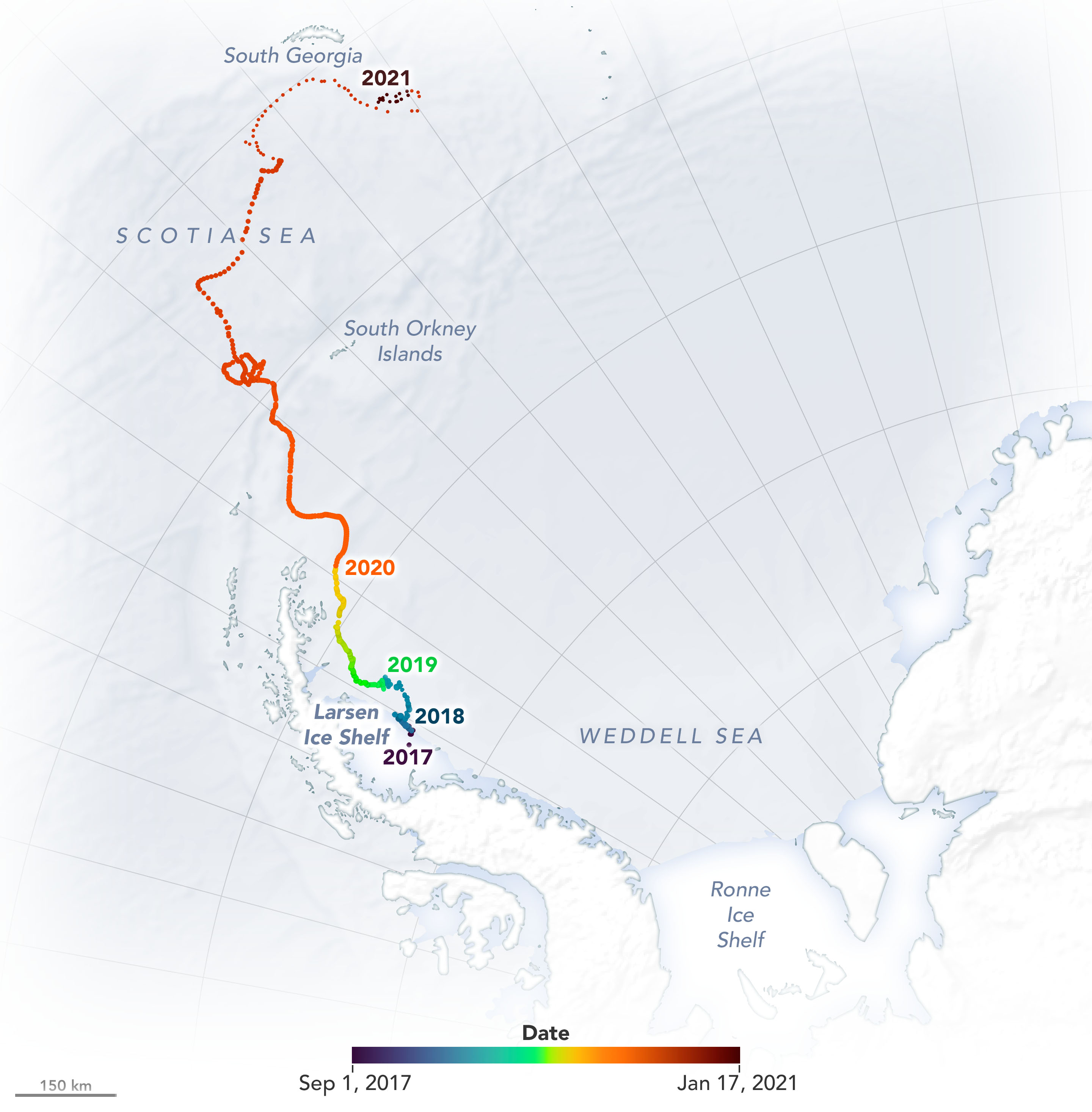
Weg des Eisbergs A-68a von 2017 bis 2021

Mitte Dezember 2020 erreichte der Eisberg den Schelf von Südgeorgien; am 13. Dezember lag er etwa 80 km südwestlich der Insel, mit einem Teil in nur 76 m tiefem Wasser. Im Januar 2021 trieben die Eisberge A-68a und A-68d an Südgeorgien vorbei, nun Richtung Südosten. Ende Januar 2021 zeigten sich auf Bildern der ESA Risse im Eisberg A-68a. Im Februar 2021 brach dieser Eisberg auseinander, in südlicherer Position, etwa 225 Kilometer von Südgeorgien entfernt. Der restliche Eisberg A-68a hatte nun eine Länge von 60 Kilometern und etwa zwei Drittel der ursprünglichen Größe von A-68, das neu entstandene Bruchstück A-68g war 50 Kilometer lang und 18 Kilometer breit. Die Eisberge A-68h und A-68i waren deutlich kleiner. Eine Gefahr für die Pflanzen- und Tierwelt Südgeorgiens wurde nicht mehr angenommen.
Am 16. April 2021 zeigte sich auf Satellitenbildern der NASA, dass der Eisberg deutlich schmolz. Der Grund waren Wellen, warmes Wetter und die im Atlantischen Ozean höheren Temperaturen. Das größte Stück A-68a war inzwischen nur noch knapp 6 Kilometer lang und 4 Kilometer breit. Mangels Größe bekam es den Status Eisberg aberkannt. Es wurde erwartet, dass das Überbleibsel zügig schmelze. Bis Mai 2021 sollte ein Forschungsroboter die letzten Stücke untersuchen.

## Folgen

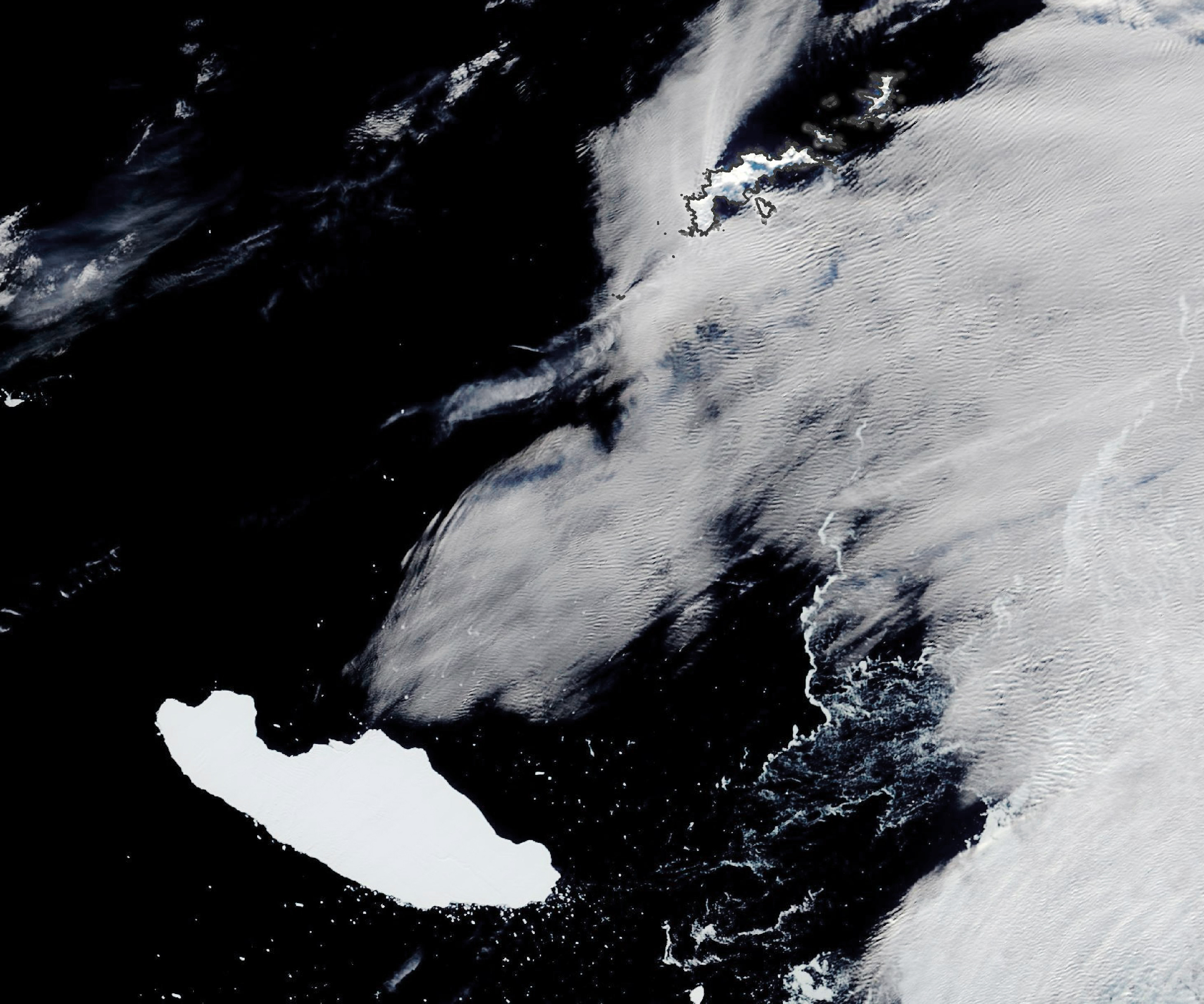
A-68a (links unten) südwestlich der Südlichen Orkneyinseln im April 2020

Mit dem Abbruch des mehr als 100 Meter dicken Eisbergs ist die Fläche des Bereichs C des Schelfeises um ein Zehntel geschrumpft. Die ursprüngliche Fläche betrug etwa 50.000 km2. Es wird befürchtet, dass sich der Bereich C des Larsen-Schelfeises destabilisieren wird. Anfang August 2017 waren bereits weitere kleinere Eisberge abgebrochen. Würden alle Gletscher abschmelzen, die bisher von Larsen C am Abfließen ins Meer gehindert werden, würde der Meeresspiegel etwa 10 cm ansteigen.
Der Meeresspiegel hat sich auf Grund des geschmolzenen Eisbergs nicht unmittelbar erhöht, denn ein Eisberg schwimmt auf dem Wasser, und nach dem Schmelzen ergibt er genau die Wassermasse, die er zuvor verdrängt hat. Der Meeresspiegel könnte allerdings geringfügig ansteigen, weil nun Schmelzwasser von an Land liegenden Gletschern schneller ins Meer gelangen kann.
Für die Schifffahrt stellte er keine Gefahr dar, da er wegen seiner Größe und Masse mittels Radar frühzeitig entdeckt werden konnte. Nur kleine abgebrochene Teile hätten gefährlich werden können. Seit April 2021 wurden diese Bruchteile nicht mehr getrackt.

## Rezeption
Der Eisberg A-68 erfuhr ein großes Medienecho. Seine Entwicklung wurde weltweit von den Medien mit Wissenschaftsartikeln begleitet. Weltweit und über mehrere Jahre hinweg teilten Menschen in den Sozialen Medien Satellitenfotos des Eisbergs. Die BBC urteilte rückblickend: „A-68 wird vielleicht am besten in Erinnerung bleiben als der erste Eisberg, der in den social media zum Star wurde.“ Möglich wurde dies, da der Eisberg nicht nur auf Satellitenbildern regelmäßig dokumentiert und ein Forschungsobjekt wurde. Erst im vorangehenden Jahrzehnt war ein derart umfassendes Tracking möglich geworden, das jede Drehung und Wendung von A-68 verzeichnete.